# Bogdanovići
Bogdanovići (ranije Sratok ili Svratok) su naselje u općini Prgomet, u Splitsko-dalmatinskoj županiji.

## Zemljopis
Cijelo mjesto se proteže u smjeru istok-zapad. Okolna mjesta s kojima graniči su s južne strane Trolokve i Primorski Dolac, na zapadu je Sitno, sa sjevera su Visoka i Divojevići, na istoku su Uble (zaselak Lećevice).

## Etimologija
Bogdanovići su do 1948. nosili ime Sratok. Neki jezikoslovci i povjesničari smatraju kako je izvorno ime sela zapravo bilo Svratok, od riječi "svratište".

## Stanovništvo
Do 1948. godine iskazivano pod imenom Sratok, a od 1953. do 1991. pod imenom Bogdanovići. Po popisu stanovništva iz 2011. godine ovo naselje broji 184 stanovnika. Većinsko stanovništvo su Hrvati (100%). 
| broj stanovnika | 526   | 570   | 599   | 602   | 687   | 762   | 918   | 894   | 860   | 895   | 896   | 699   | 496   | 360   | 263   | 184   | 136   |
|                 | 1857. | 1869. | 1880. | 1890. | 1900. | 1910. | 1921. | 1931. | 1948. | 1953. | 1961. | 1971. | 1981. | 1991. | 2001. | 2011. | 2021. |